# Кучин, Александр Фёдорович
Кучин Александр Федорович (1904—1958) — начальник шахты имени Сталина (впоследствии шахта «Коксовая»), г. Прокопьевск. Герой Социалистического Труда (1947).

## Биография
Родился в 1904 году в деревне Каменка Екатеринославской губернии, в семье крестьянина.
Свою трудовую деятельность начал на шахтах Донецкого бассейна.
В 1921 г. поступил на шахту имени Артёма. На шахтах Донбасса А. Ф. Кучин освоил основные шахтёрские профессии: два года работал вагонщиком, семь лет — забойщиком и проходчиком, три года — горным мастером и проходчиком, около двух лет — начальником участка.
Жажда знаний привела Кучина на курсы по подготовке в высшие учебные заведения, по окончании которых в 1934 г. он был направлен в Харьковскую промышленную академию, которую окончил с отличием в 1938 году.
Получивший образование, опытный и способный горняк был направлен на работу в Кузнецкий бассейн, где он в течение 10 лет успешно руководил шахтами им. Кирова и «Комсомолец» треста «Ленинуголь», шахтой «Капитальная-1» треста «Осинникиуголь», шахтой «Северная-Рудаково» треста «Молотовуголь», шахтой им. Сталина треста «Сталинуголь».
Как один из способных организаторов и лучший начальник шахты в 1947 г. Кучин назначается начальником крупной шахты имени Сталина. Работая руководителем шахты имени Сталина, Александр Федорович подтверждает свои качества талантливого организатора, блестящего инженера и хозяйственника.
В 1951 году Кучин назначается на должность управляющего трестом «Сталинуголь», которым руководил до последних дней.
Особое внимание Кучин уделяет подготовительным работам, расширению фронта горных работ, механизации основных трудоемких процессов и обучению шахтеров, подбору специалистов в аппарате для осуществления этих задач.

## Награды
За долголетнюю и безупречную работу Кучин А. Ф. был награждён шестью знаками «Отличник социалистического соревнования» МУП СССР, тремя орденами Ленина, орденом Трудового Красного Знамени, золотой медалью «Серп и молот» и медалью «За доблестный труд в Великой Отечественной войне 1941—1945 гг.».
В 1947 г. ему было присвоено персональное звание «Генеральный горный директор 3-го ранга», а в 1948 г. — высшее звание Героя Социалистического Труда.

## Память
В Прокопьевске одна из центральных улиц поселка Ясная Поляна носит имя А. Ф. Кучина.
В библиотеке № 21 имени А. Ф .Кучина централизованной библиотечной системы г. Прокопьевска открыта музейная экспозиция, посвященная памяти А. Ф. Кучина.